# 鸡鸭血汤
鸡鸭血汤（吴语苏沪嘉小片发音：ci ah shiuih thaon；拼音：jī yā xiě tāng）是一种流行于江南一带的传统小吃，由鸡鸭血、鸡内脏、鸡汤熬制而成，一般搭配生煎馒头或小笼馒头享用。

## 历史

### 起源与发展
鸡鸭血汤是上海城隍庙特色小吃的代表，最初是在20世纪早期由一位叫许福泉的小贩首创的，他使用一个俗称「铁牛」的深腹铸铁锅烧汤，中间用铝皮隔开，一半烫血，另一半以鸡头鸡脚吊汤。有客人光顾，就从盛器里拨少许鸡心、肝、肫、肠和鸡卵，浇上一勺血汤，撒上葱花，淋几滴鸡油。肝肠的鲜嫩、血块的滑爽和汤汁的味美加上低廉的售价使得鸡鸭血汤广受食客青睐。
与最初的鸡鸭血汤相比，如今的鸡鸭血汤有所改良，一般店家会加入豆腐、冬笋、粉丝等辅料以增加口感和提鲜，盛在碗里的鸡鸭血汤再撒上少许胡椒粉及香菜叶，味道更佳。

### 血汤与西哈努克
1973年，因政变而流亡到中国的柬埔寨亲王诺罗敦·西哈努克到上海访问期间，中方为其准备了鸡鸭血汤等小吃。据说当时处于文革时期的中国将西哈努克亲王吃血汤当作一项政治任务来完成，要求一碗鸡鸭血汤中的鸡卵达到直径相同、色泽相同、形状相同的“三同”标准，为此上海的厨师专程前往市郊的南翔镇宰杀了108只上海本地草鸡才备齐所需的鸡卵胚胎，熬制的鸡鸭血汤受到了柬埔寨人的热捧，连吃两碗。这一故事也为平民化的小吃鸡鸭血汤添加了一丝传奇色彩。

## 食疗和养生
鸡鸭血汤适宜贫血患者、孕妇和消化系统不佳的人补养。血中含有丰富的蛋白质及多种人体不能合成的氨基酸，所含的红细胞素含量也较高，还含有微量元素铁等矿物质和多种维生素，这些都是人体造血过程中不可缺少的物质。鸡血具有桧风、活血、通络作用；鸭血味咸、性寒，能够补血解毒，治疗劳伤吐血、痢疾；鸡汤则可以调节免疫、预防感冒。